# Lucius Verus római császár
Imperator Caesar Lucius Aurelius Verus Augustus (130. december 15. – 169 február eleje), született Lucius Ceionius Commodus a Római Birodalom császára, Marcus Aurelius társuralkodója (uralkodott: 161-től 169-ig).

## Származása
Eredeti neve: Lucius Ceionius Commodus, 130 decemberében született. Ez volt a neve apjának is, akit Hadrianus 136-ban örökösének adoptált, akit azután Lucius Aelius Caesar
néven ismertek. Aelius 138-ban meghalt, ekkor Hadrianus adoptálta Antoninus Piust azzal a feltétellel, hogy Piusnak adoptálnia kell Marcus Aureliust és a még kisfiú Coionius Commodust, akit ezután már Lucius Aelius Aureliusnak neveztek.

## Előmenetele
Előmenetelét lassúnak tartották. 153-ban quaestor, majd 154-ben és 161-ben consul lett. Antoninus Pius halálát követően Marcus Aurelius Lucius (Aurelius) Verus néven császártársává tette, Augustusszá nyilvánították és tribunusi  hatalmat kapott.
Egyenlő részben osztozott a hatalomban teljes mértékben, kivéve azt, hogy Marcus Aurelius egyedül töltötte be a pontifex maximus posztot, tehát egyedül volt főpap. A társcsászársággal példát teremtettek a későbbi időszakokra, melyet a birodalom későbbi időszakában többször alkalmaztak.

## Tevékenysége
162-ben megbízták főparancsnoksággal a pártus király elleni keleti háborúban, aki saját jelöltjét ültette a megtámadott Armenia kliens állam trónjára. A pártus király legyőzte Kappadókia római helytartóját és Szíria kormányzója is súlyos vereséget szenvedett. Verusnak és hadvezéreinek kellett a helyzetet orvosolnia, de kilenc hónapra volt szüksége ahhoz, hogy Antiokheia térségébe érjen seregeivel, ami nagyrészt betegségének tudható be. A nép azonban kényelemszerető, lusta tulajdonságát okolta a késedelemért. Hadereje Statius Priscus vezérletével lerohanta Armenia fővárosát: Artaxatát és lerombolta azt.
165-ben tovább folytatódott a keleti hadjárat, miután Róma védencét Sohaemust Armenia királyává koronázták. Még ebben az évben Gaius Avidius Cassius átvette Szíria kormányzását, aki átképezte légióit a keleti hadviselésre, aki együttműködve Publius Martius Verusszal mélyen behatolt Mezopotámia területére, ahol győzelmet arattak és több város kapitulált Verus összevont csapatai előtt. Ezekért a sikerekért Lucius Verust a Parthicus Maximusként köszöntötték. A hadjárat 166-ban folytatódott, elfoglalták a Tigrisnél lévő két nagyvárost Ktésziphónt és Szeleukeiát, ezzel a hadjáratot sikeresen befejezték. Nem törekedtek Mezopotámia teljes bekebelezésére, de az ország római kliens hercegség lett és a társcsászárok megkapták a ’’Medicus’’ címet.
166 októberében mindkét császár visszatért Róma városába, ahol nagy diadalmenetet rendeztek, s mindketten felvették a ’’Haza atyja’’ (Pater patriae) címet.
Verus csapatai keletről súlyos járványt hurcoltak be magukkal, ami lehetett: fekete
himlő, tífusz vagy bubópestis. A járvány pusztított Kis-Ázsiában, Görögországban, de elérte az itáliai félszigetet is., ahol már évek óta rossz volt az aratás is. A járvány hamarosan a Rajna folyóig húzódott és alaposan meggyengítette a birodalmat.
A két társcsászár még a diadalmenetet ünnepelte, amikor a dunai határt átszakították a barbár törzsek támadásai. Mindkét császár a germánok ellen indult, de késleltette indulásukat az élelmiszerhiány és a járvány, így csak 167 késő őszén tudta elhagyni Róma városát. A betolakodók visszavonultak és fegyverszünetet kértek amikor a két császár Aquileiát elérte. Verus javasolta, hogy térjenek vissza Rómába, de Marcus Aurelius szükségesnek tartotta az erőfitogtatást az Alpokon túl, ezért a következő télre is maradtak Aquileiában. 169 tavaszán újra fellángolt a járvány a katonák között, ezért elindultak Róma felé. Verus az első pihenőhelyen gutaütést kapott és elhunyt.
Verus testét Rómába vitték, ahol Hadrianus mauzóleumában temették el és a római állam istenévé avatták.

## Kortársai Verusról
A Historia Augusta szerint Verus magas, jóképű, derűs arckifejezésű férfi volt, akinek szakálla a barbárokéhoz hasonlóan burjánzott, és szőke fürtjeit aranyporral hintette be. Beszéde akadozott, ugyanakkor művelt szónok és kicsit költő is volt. Szenvedélyes vadász volt, kedvelte a birkózást  és más atletikus sportokat. Amikor hagyta, hogy szakképzett hadvezérei vezessék a légiókat, talán bölcsen cselekedett, mert hajlamos volt a könnyelműségre. Aurelius kitüntetésekkel halmozta el és teljes mértékben megbízott benne. A kor félelmetes és nagy válságaihoz azonban Verus semmi esetre sem volt a megfelelő társuralkodó és a közös uralkodás első kísérletét a kortársak nem értékelték sikeresnek.